# Aaltensche Courant
De Aaltensche Courant of Streekblad van de Graafschapbode was van 1896 tot 1950 een weekkrant in de gemeente Aalten en omgeving. Als streekblad bleef de krant nog tot 1956 bestaan.

## Geschiedenis
Drukkerij en uitgeverij De Boer startte haar activiteiten in 1895 in de Ormelstraat te Aalten. Het eerste exemplaar van het "Weekblad voor Aalten, Bredevoort, Dinxperlo, Varsseveld, Lichtenvoorde etc, etc.", later kortweg Aaltensche Courant genaamd, verscheen in februari 1896. Tijdens de Tweede Wereldoorlog kreeg de krant een verschijningsverbod opgelegd met ingang van oktober 1941. De productie werd na de bevrijding in april 1945 hervat. Het laatste nummer verscheen op 31 maart 1950. Na dat jaar drukte men het Streekblad van de Graafschapbode, dat werd uitgegeven tot en met 1956. Daarna richtte de firma zich uitsluitend op handelsdrukwerk. In 1996 vierde de firma het honderdjarig bestaan en verwierf ter gelegenheid daarvan het predicaat hofleverancier. 

## Bron
- achterhoeksarchief.nl